# E/OS
E/OS(Emulator Operating System)는 가상 머신 에뮬레이터 시스템이다. E/OS는 주로 리눅스 커널, QEMU, XFree86, 와인에 기반을 두고 있으며 마이크로소프트 윈도우, 맥 OS, BeOS, OS/2, 도스, 리눅스와 같은 운영 체제의 대안으로 만들어졌다.
각 운영 체제마다 실행할 수 있는 이진 실행 파일에는 차이가 있으며 이는 특정 운영 체제에서만 실행되는데, 어떠한 운영 체제용으로 설계된 프로그램이라도 실행할 수 있게 하는 것이 목적이다. 2008년 7월에 업데이트가 중단된 적도 있다.
버전 0.2.8 기준으로 E/OS는 MESS를 통합하여 수많은 가정용 컴퓨터와 비디오 게임 시스템을 가상으로 구현한다. 이로써 각 콘솔마다 제각기 다른 에뮬레이터를 내려받을 필요도 없고 오래되고 모호한 가정용 컴퓨터에 대한 호환성이 제고되었다.

## 같이 보기
- 프리도스
- ReactOS
- 와인